# Parthina linea
Parthina linea là một loài Trichoptera trong họ Odontoceridae. Chúng phân bố ở miền Tân bắc.